# Emma Bunton

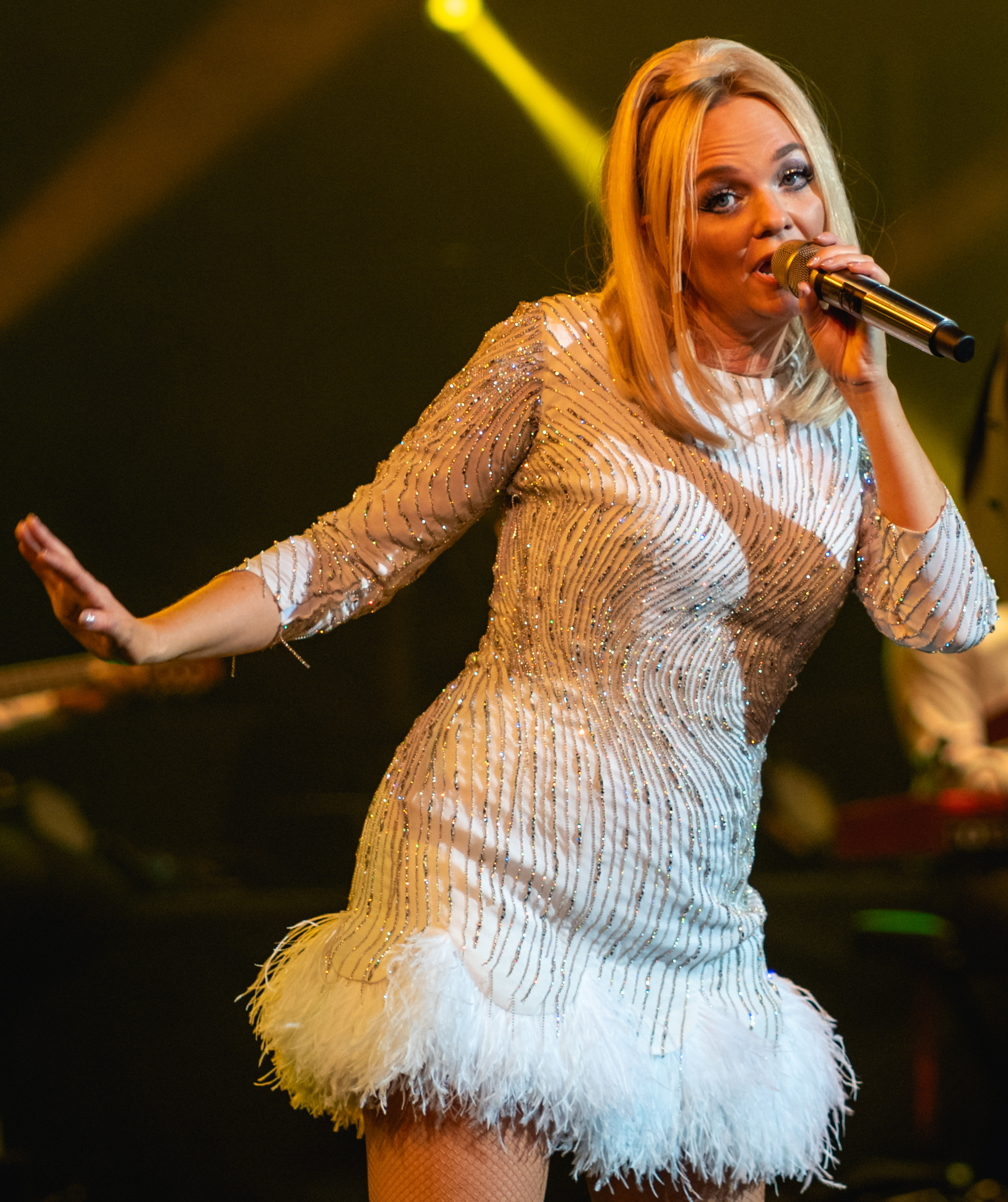
Emma Bunton (2019)

Emma Lee Bunton (* 21. Januar 1976 in Finchley, London) ist eine britische Sängerin, Songwriterin, Schauspielerin und Moderatorin. In den 1990er-Jahren war sie als Baby Spice Mitglied der britischen Pop-Girlgroup Spice Girls.

## Biografie

### Jugend und Familie
Emma Bunton wurde als einzige Tochter des Milchmanns Trevor Bunton und seiner Frau Pauline – einer Karatelehrerin – geboren. Ihre Eltern trennten sich 1987, als Bunton elf Jahre alt war. Sie blieb daraufhin bei ihrer Mutter und wuchs in ihrem Geburtsort, dem Londoner Stadtteil Finchley auf. Sie besuchte die Underhill primary school in Barnet und anschließend die Londoner Sylvia Young Theatre School.
Am 10. August 2007 und 6. Mai 2011 brachte Bunton in London ihre beiden Söhne zur Welt. Der Vater beider Kinder ist ihr langjähriger Partner Jade Jones, ein britischer Boygroupsänger.

### Spice Girls
1994 schloss Bunton sich nach Anraten ihres Gesangslehrers den Spice Girls – damals noch „Touch“ – an, nachdem das ursprünglich fünfte Mitglied, Michelle Stephenson, die Band aus familiären Gründen verlassen hatte. Die Gruppe veröffentlichte daraufhin drei Studioalben (Spice, Spiceworld und Forever) und entwickelte sich nicht zuletzt dank zehn weltweiter Nummer-1-Hits – darunter Wannabe, 2 Become 1 und Viva Forever – und insgesamt mehr als 40 Millionen verkaufter Platten zu einem der erfolgreichsten Musikphänomene der 1990er-Jahre. Ab 2001 gingen die Bandmitglieder vorerst getrennte Wege.
Sechs Jahre nach ihrer Trennung kündigten die Spice Girls im Juni 2007 eine Welttournee mit elf Konzerten an. Bei ihrem Comeback traten sie wieder in Originalbesetzung auf. Die Tournee war ein voller Erfolg und zeichnete sich durch 47 ausverkaufte Konzerte aus. Außerdem war es die erfolgreichste Tournee des Jahres 2008. 2007 wurde ihnen sogar durch die Fluggesellschaft Virgin Atlantic ein Flugzeug namens Spice One gewidmet, welches alle fünf Bandmitglieder zusammen eingeweiht haben. Im März 2007 wurde die Band als Ikonen in London durch Capital FM ausgezeichnet. Den Award nahm Bunton zusammen mit Melanie C entgegen. 2010 bekam die Band nochmals einen Award für die Most memorable Performance bei den BRIT Awards 1997 (entgegengenommen von Geri Halliwell und Melanie B). Ende 2011 erschien ihr gemeinsames Musical mit dem Titel Viva Forever. Dieses wurde in London aufgeführt und von der Mamma Mia-Produzentin Judy Craymer inszeniert sowie von der britischen Schauspielerin Jennifer Saunders geschrieben.

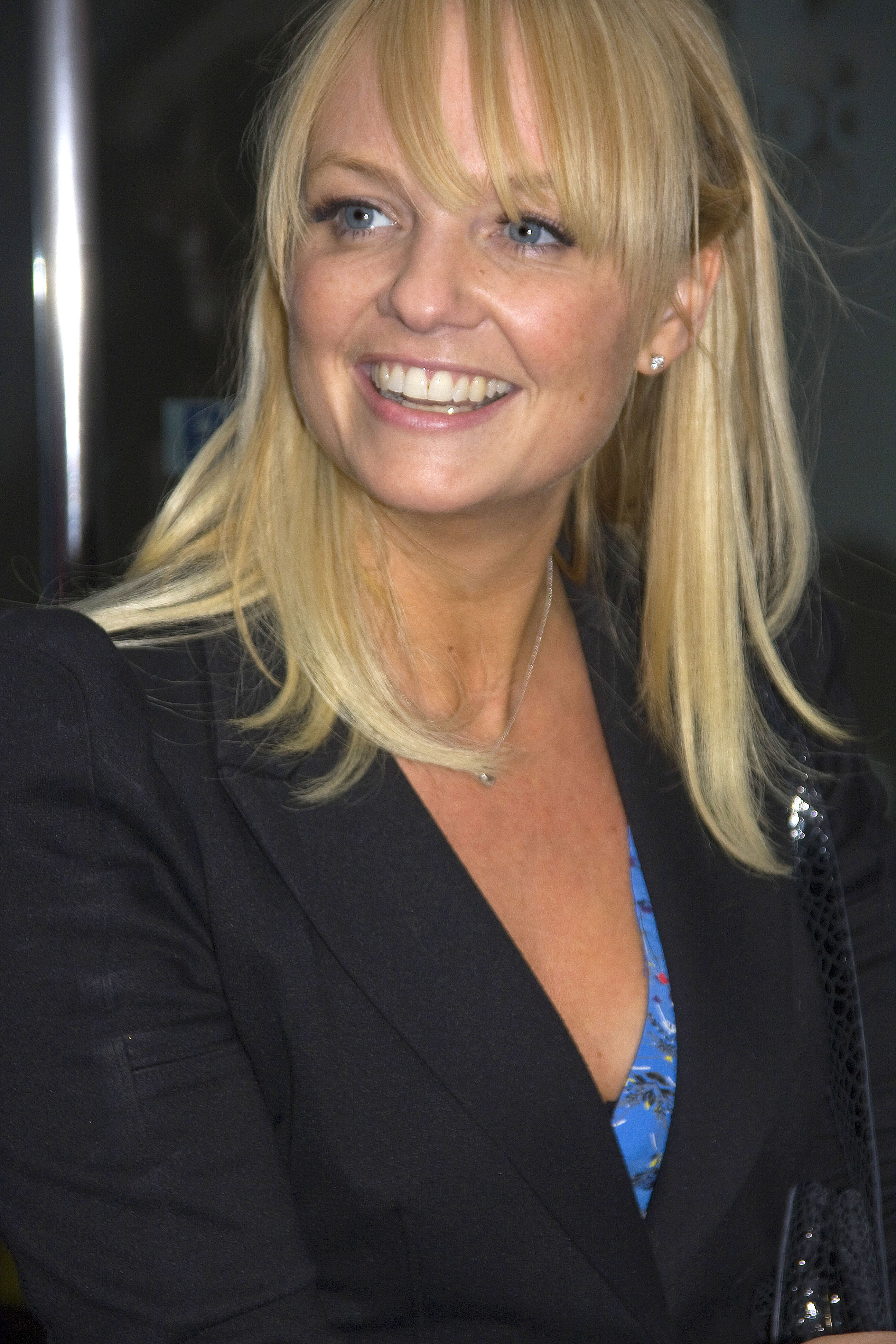
Bunton (2010)

### Solokarriere
Ihren ersten Solo-TV-Auftritt hatte Bunton 1998 zusammen mit Rod Stewart. Sie sangen seinen Hit Tonight's the Night im britischen Fernsehen. Weiterhin hatte sie die Möglichkeit, während der Spiceworld Tour 1998 ihre Solokünste unter Beweis zu stellen. Dort sang sie den Supremes-Klassiker Where Did Our Love Go. 2001 veröffentlichte sie ihr erstes Studioalbum A Girl Like Me. Die Platte brachte den britischen Nummer-1-Hit What Took You So Long?, das Edie Brickell and the New Bohemians-Cover What I Am (Is What I Am) und die Top-10-Single Take My Breath Away mit. Dennoch konnte Bunton trotz weltweit mehr als 500.000 verkauften Kopien nicht an den Erfolg der Spice Girls anschließen. Virgin Records trennte sich daraufhin von ihr, welche im Folgejahr einen neuen Vertrag bei Simon Fullers 19 Management und Polydor Records unterzeichnete.
Am 3. Juni 2002 trat Bunton anlässlich des goldenen Thronjubiläums von Elisabeth II. bei der Party at the Palace im Garten des Buckingham Palace auf und sang den Song Baby Love der Supremes sowie zusammen mit dem US-amerikanischen Musiker Brian Wilson und den britischen Girlgroup-Kolleginnen von Atomic Kitten den Song Good Vibrations.
Nach zwei Jahren Produktionszeit erschien im Frühjahr 2004 mit Free Me Buntons zweites Studioalbum. Die von 60’s Pop und Bossa Nova geprägte Platte brachte mit dem daraus ausgekoppelten Titelsong sowie den Singles Free Me, Maybe, I’ll Be There und Crickets Sing for Anamaria drei Top-10- bzw. einen Top-20-Hit hervor. Anschließende Versuche, das Album auch auf dem US-Musikmarkt zu etablieren, scheiterten; Remixe der Songs Free Me und Maybe konnten sich in den Vereinigten Staaten lediglich in Airplay und Club Play Charts durchsetzen.
2006 war Bunton in die von Oktober bis Dezember 2006 ausgestrahlte vierten Staffel der britischen Fernsehshow Strictly Come Dancing involviert.
Am 20. November 2006 erschien Buntons Single Downtown, eine Coverversion des weltweit erfolgreichen Songs von 1964. Das Video beinhaltet alle Teilnehmer der bereits angelaufenen Show Strictly Come Dancing. Im Vereinigten Königreich stieg der Song sofort auf Platz 3 der Charts ein. Zwei Wochen darauf, am 4. Dezember 2006 wurde ihr Album Life in Mono veröffentlicht, welches Platz 65 der britischen Charts erreichte. Am 12. Februar 2007 erschien All I Need to Know als zweite Singleauskopplung und erreichte aufgrund mangelnder Promotion nur Platz 60 der britischen Singlecharts. Das Video wurde Ende Dezember 2006 in London gedreht. Aufgrund ihrer Schwangerschaft entschied sie im März 2007, ihre musikalische Solokarriere vorübergehend zu beenden. In der Zwischenzeit betonte sie allerdings noch des Öfteren, dass Musik ihre erste Liebe sei. Ihre letzte Gesangseinlage gab es 2008 in der britischen Abend-TV-Show One Night Only, in der sie den Klassiker Let's Face the Music and Dance im Duett sang.
2018 unterschrieb Bunton einen Plattenvertrag bei BMG. Als erste Single erschien im Februar 2019 die Single Baby Please Don't Stop, im April 2019 folgte das Album My Happy Place, das neben zwei eigenen neuen Songs etliche Coverversionen (u. a. von Dusty Springfield, Norah Jones, den Bee Gees, Marvin Gaye und den Beatles) enthielt. Für dieses Album nahm Bunton auch eine neue Version des Spice Girls-Hits 2 Become 1 im Duett mit Robbie Williams auf.

### Schauspielkarriere
Bereits 1993 debütierte Bunton in der Schauspielerei. Sie hatte einen Auftritt in der britischen Serie The Bill in der Rolle der Janice und im Fernsehfilm Play the King in der Rolle einer Prostituierten. 1997 gab sie ihr Kinodebüt in Spiceworld – Der Film, in dem sie sich selber verkörperte. Neben Brenda Blethyn sah man sie 2001 im Kurzfilm Yes You Can als Pop Angel. 2005 spielte sie in zwei Bollywoodfilmen mit: Pyaar Mein Twist als Tänzerin und Chocolat als Anna. Sie war außerdem des Öfteren in der britischen Comedyserie Absolutely Fabulous zu sehen. Weitere Comedy-Auftritte hatte sie unter anderem in der britischen TV-Show Bo' Selecta. 2016 hatte sie einen Cameo-Auftritt in dem Kinofilm Absolutely Fabulous: Der Film.

### Radio- und TV-Karriere
Bereits in den 1990er-Jahren übte sich Bunton als Moderatorin. Sie hatte bei dem britischen Musiksender VH1 ihre eigene, einstündige Musikshow namens Emma, welche mit großem Erfolg ausgestrahlt wurde. Unter anderem co-moderierte sie 1998 zusammen mit Melanie C auch die deutsche Version von Top of the Pops auf RTL. Seit 2009 arbeitet sie als Radiomoderatorin beim britischen Sender heart fm. Da sich dies großer Beliebtheit erfreute, wurde sie auch in anderen Shows eingesetzt (z. B. als Schwangerschaftsvertretung). Während ihrer Arbeit bei heart fm, interviewte sie bereits einige große Persönlichkeiten wie z. B. Johnny Depp, Sarah Jessica Parker oder Meryl Streep sowie ihre Freundin und Bandkollegin Melanie C. Außerdem war sie bis 2011 Jurymitglied der ITV-Show Dancing on Ice. 2018 war sie Gast-Jurorin in der dritten Staffel von RuPaul's Drag Race All Stars.

### Designerkarriere
Seit 2011 vermarktet die britische Modekette Argos die durch Bunton kreierte Kindermode.

## Diskografie

### Studioalben
| Jahr | Titel          | Höchstplatzierung, Gesamtwochen, AuszeichnungChartplatzierungen (Jahr, Titel, Platzierungen, Wochen, Auszeichnungen, Anmerkungen) | Höchstplatzierung, Gesamtwochen, AuszeichnungChartplatzierungen (Jahr, Titel, Platzierungen, Wochen, Auszeichnungen, Anmerkungen) | Höchstplatzierung, Gesamtwochen, AuszeichnungChartplatzierungen (Jahr, Titel, Platzierungen, Wochen, Auszeichnungen, Anmerkungen) | Anmerkungen                            |
| Jahr | Titel          | DE | AT | UK | Anmerkungen                            |
| ---- | -------------- | --- | --- | --- | -------------------------------------- |
| 2001 | A Girl like Me | DE67 (7 Wo.)DE | AT75 (1 Wo.)AT | UK4 Gold · (15 Wo.)UK | Erstveröffentlichung: 13. April 2001   |
| 2004 | Free Me        | — | — | UK7 Gold · (13 Wo.)UK | Erstveröffentlichung: 9. Februar 2004  |
| 2006 | Life in Mono   | — | — | UK65 (3 Wo.)UK | Erstveröffentlichung: 4. Dezember 2006 |
| 2019 | My Happy Place | — | — | UK11 (1 Wo.)UK | Erstveröffentlichung: 12. April 2019   |

### Singles
| Jahr | Titel Album                                  | Höchstplatzierung, Gesamtwochen, AuszeichnungChartplatzierungen (Jahr, Titel, Album, Platzierungen, Wochen, Auszeichnungen, Anmerkungen) | Höchstplatzierung, Gesamtwochen, AuszeichnungChartplatzierungen (Jahr, Titel, Album, Platzierungen, Wochen, Auszeichnungen, Anmerkungen) | Höchstplatzierung, Gesamtwochen, AuszeichnungChartplatzierungen (Jahr, Titel, Album, Platzierungen, Wochen, Auszeichnungen, Anmerkungen) | Höchstplatzierung, Gesamtwochen, AuszeichnungChartplatzierungen (Jahr, Titel, Album, Platzierungen, Wochen, Auszeichnungen, Anmerkungen) | Anmerkungen                                            |
| Jahr | Titel Album                                  | DE | AT | CH | UK | Anmerkungen                                            |
| ---- | -------------------------------------------- | --- | --- | --- | --- | ------------------------------------------------------ |
| 1999 | What I Am (Is What I Am) A Girl like Me      | DE81 (9 Wo.)DE | — | — | UK2 Silber · (13 Wo.)UK | Erstveröffentlichung: 1. November 1999 mit Tin Tin Out |
| 2001 | What Took You So Long? A Girl like Me        | DE36 (12 Wo.)DE | AT48 (11 Wo.)AT | CH25 (25 Wo.)CH | UK1 Silber · (13 Wo.)UK | Erstveröffentlichung: 2. April 2001                    |
| 2001 | Take My Breath Away A Girl like Me           | — | — | CH89 (2 Wo.)CH | UK5 (9 Wo.)UK | Erstveröffentlichung: 27. August 2001                  |
| 2001 | We’re Not Gonna Sleep Tonight A Girl like Me | — | — | — | UK20 (6 Wo.)UK | Erstveröffentlichung: 10. Dezember 2001                |
| 2003 | Maybe Free Me                                | DE52 (9 Wo.)DE | AT63 (2 Wo.)AT | CH93 (1 Wo.)CH | UK6 (13 Wo.)UK | Erstveröffentlichung: 13. Oktober 2003                 |
| 2004 | I’ll Be There Free Me                        | — | — | — | UK7 (10 Wo.)UK | Erstveröffentlichung: 26. Januar 2004                  |
| 2004 | Free Me                                      | — | — | — | UK5 (9 Wo.)UK | Erstveröffentlichung: 24. Mai 2004                     |
| 2004 | Crickets Sing for Anamaria Free Me           | — | — | — | UK15 (8 Wo.)UK | Erstveröffentlichung: 31. Mai 2004                     |
| 2006 | Downtown Live in Mono                        | — | — | — | UK3 (7 Wo.)UK | Erstveröffentlichung: 13. November 2006                |
| 2007 | All I Need to Know Life in Mono              | — | — | — | UK60 (1 Wo.)UK | Erstveröffentlichung: 12. Februar 2007                 |

Weitere Singles
- 2019: Baby Please Don’t Stop
- 2019: Too Many Teardrops
- 2019: You’re All I Need to Get By (feat. Jade Jones)
- 2019: Coming Home for Christmas

### Videoalben
- 2000: Wicked Women Festival
- 2001: Take My Breath Away (DVD-Single)
- 2001: We’re Not Gonna Sleep Tonight (DVD-Single)
- 2002: Party at the Palace
- 2003: The Pepsi Silver Clef Concert
- 2007: Spice World – Der Film (10th Anniversary Edition)
- 2007: Spice Girls: Greatest Hits
- 2007: Spice Girls Live in Istanbul
- 2008: Absolutely Fabulous – Die komplette Serie

## Auszeichnungen für Musikverkäufe
| Goldene Schallplatte - Australien - 2001: für die Single What Took You So Long? |

Anmerkung: Auszeichnungen in Ländern aus den Charttabellen bzw. Chartboxen sind in ebendiesen zu finden.
| Land/RegionAuszeichnungen für Musikverkäufe (Land/Region, Auszeichnungen, Verkäufe, Quellen) | Silber     | Gold     | Platin | Verkäufe | Quellen     |
| -------------------------------------------------------------------------------------------- | ---------- | -------- | ------ | -------- | ----------- |
| Australien (ARIA)                                                                            | —          | Gold1    | —      | 35.000   | aria.com.au |
| Vereinigtes Königreich (BPI)                                                                 | 2× Silber2 | 2× Gold2 | —      | 600.000  | bpi.co.uk   |
| Insgesamt                                                                                    | 2× Silber2 | 3× Gold3 | —      |          |             |

## Filmografie (Auswahl)
- 1992: EastEnders (Fernsehserie, eine Folge)
- 1993: The Bill (Fernsehserie, eine Folge)
- 1993: Thatcherworld (Kurzfilm)
- 1993: Um Kopf und Krone (To Play the King, Miniserie, eine Folge)
- 1997: Spiceworld – Der Film (Spice World)
- 2001: Zoolander
- 2001: Yes You Can (Kurzfilm)
- 2005: Chocolate: Deep Dark Secrets
- 2005: Pyaar Mein Twist
- 2009: Ant & Dec’s Christmas Show (Fernsehfilm)
- 2016: Absolutely Fabulous: Der Film (Absolutely Fabulous: The Movie)